# خليج غواكانا يابو

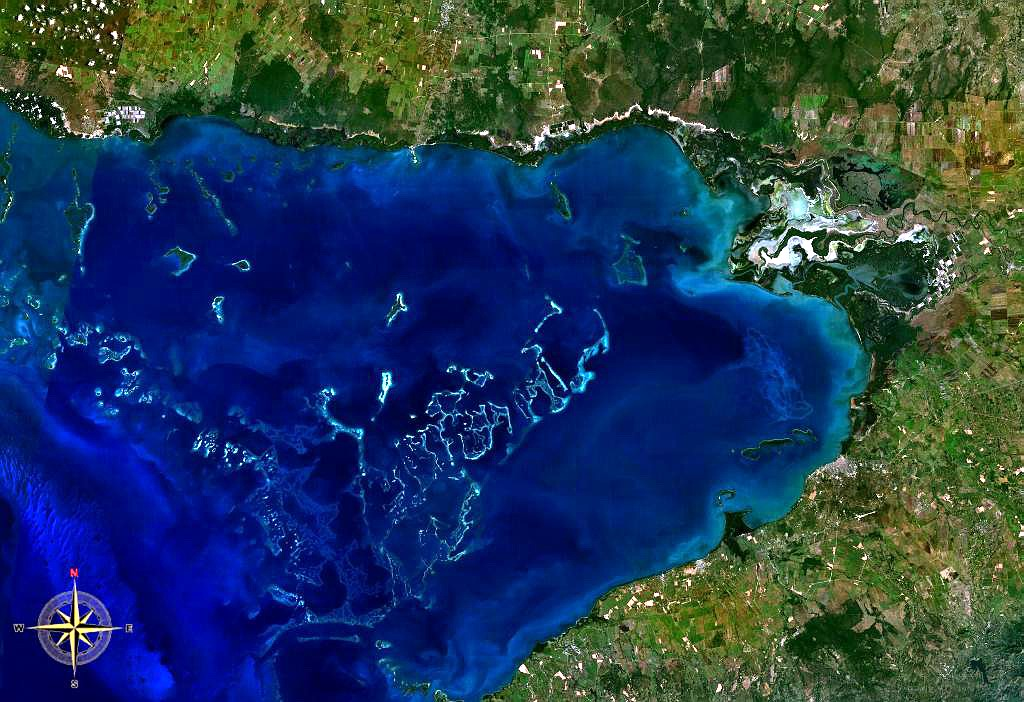
صورة لخليج غواكانا يابو من الأقمار الصناعية

خليج غواكانا يابو (بالإسبانية: Golfo de Guacanayabo) هو خليج على يقع على طول الساحل الجنوبي لكوبا يحده عدة مقاطعات منها مقاطعتا غرانما ولاس توناس ، تقع إحداثياتها على .